# Kuniko Miyake
Kuniko Miyake (japanisch 三宅邦子, Miyake Kuniko, eigentlicher Name: Yasu Miura (三浦 やす, Miura Yasu); geb. 17. September 1916 in der Präfektur Saitama; gest. 4. November 1992) war eine japanische Filmschauspielerin. Sie trat zwischen 1934 und 1991 in mehr als 180 Filmen auf.

## Leben und Wirken
1934 trat Miyake der Filmgesellschaft Shōchiku bei und trat noch im selben Jahr in dem Film Yume no sasayaki (夢のさゝやき) auf. Sie strahlte Schlichtheit und Gelassenheit aus und etablierte sich als ausgezeichnete Nebendarstellerin. 1941 und dann nach dem Krieg setzte sie Regisseur Ozu in einer Reihe von Filmen ein.

## Filmografie (Kleine Auswahl)
(Filme unter Ozu sind mit einem ◎ gekennzeichnet).
- 1934: Klatschmohn (虞美人草, Gubijinsō)[1]
- 1941: Die Geschwister Toda (戸田家の兄妹, Todake no kyōdai) ◎
- 1948: Ein Huhn im Wind (風の中の牝雞, Kaze no naka no mendori) ◎
- 1949: Das Bildnis (肖像, Shōzō)
- 1949: Später Frühling	(晩春, Banshun) ◎
- 1950: Heimkehr (帰郷, Kikyō)
- 1951: Weizenherbst (麦秋, Bakushū) ◎
- 1952: Uzushio (うず潮)[2]
- 1952: Der Geschmack von grünem Tee über Reis (お茶漬の味, Ochazuke no aji) ◎
- 1953: Die Reise nach Tokyo (東京物語, Tōkyō monogatari) ◎
- 1954: Mutters erste Liebe (母の初恋, Haha no hatsukoi)
- 1956: Früher Frühling (早春, Sōshun) ◎
- 1959: Guten Morgen (お早よう, Ohayō) ◎
- 1960: Spätherbst (秋日和, Akibiyori) ◎
- 1962: Ein Herbstnachmittag (秋刀魚の味, Sanma no aji) ◎
- 1983: Feiner Schnee (細雪, Sasame yuki)[3]
- 1991: Bis ans Ende der Welt

## Fernsehen
Miyake trat auch in zahlreichen Fernseh-Dramen auf.